# ALWAYS 三丁目の夕日'64
『ALWAYS 三丁目の夕日'64』（オールウェイズ さんちょうめのゆうひ ろくじゅうよん）は、漫画『三丁目の夕日』（西岸良平作）を題材にした2012年1月21日公開の日本映画。主演は吉岡秀隆。3D/2D同時上映。

## 概要
高度経済成長期の東京を舞台に心温まる人情模様を描く、山崎貴監督の『ALWAYS』シリーズの映画第3弾。本作では3D仕様となっている。シリーズを継続し、吉岡秀隆ほかが出演する。前作『ALWAYS 続・三丁目の夕日』から約5年後の1964年（昭和39年）、東京オリンピック開催の年を舞台としている。
キャッチコピーは「どんなに時代が変わっても、夢があるから、前を向ける。」。
全国473スクリーンで公開され、2012年1月21、22日の初日2日間で興収5億5,566万3,750円、動員42万1,274人（3D内訳は興収が2億3,913万4,800円、動員が15万5,665人）になり映画観客動員ランキング（興行通信社調べ）で初登場第1位となった。続く公開第2週も9日間の累計興収が14億3,076万5,600円、累計動員は110万9,225人、公開第3週で興収20億円、動員150万人を突破し3週連続第1位を記録している。
本作は、「ALWAYS 三丁目の夕日」シリーズで初めて（唯一）の3D映画となった。

## ストーリー
前作から5年経った1964年（昭和39年）、日本は1964年の東京オリンピックの開催を前に国全体が活気付き、東京においても近代的なビルや首都高速道路などの建設ラッシュで土地開発が進んでいた。そんな急激な時代の流れの中でも、夕日町三丁目とその住民たちはいつも変わらない雰囲気を残していた。
晴れて夫婦となった茶川とヒロミ。そして高校1年生になった淳之介は仲良く3人で暮らしていた。茶川は『冒険少年ブック』で連載を続けるも、新人作家の緑沼に人気を奪われ大ピンチ。そんな茶川を陰で支えるヒロミは身重だが、生活のため居酒屋を切り盛りする。淳之介は東京大学を目指して猛勉強するも、内心は夢である小説家になることを忘れられない。
一方で、向かいの「鈴木オート」では将来は海外へ展開したいと野望を持っている則文と内助の功で夫を支える妻・トモエ。そんな両親を持つ一人息子・一平は思春期に入り、鈴木オートを継ぐことを嫌がり、エレキギターに明け暮れる毎日。住み込みで働く六子には、あるふとしたきっかけで出会った医師・菊池との出会いで、いよいよ春がやって来る。
そんなある日、茶川のもとに、20年前に勘当された父・林太郎の危篤を知らせる電報が届く。
葬儀の帰路、気動車キハ58型の車内で、ヒロミに「自分が売れない小説家を続けて来られたのは(勘当された)父のお陰かもしれない」とつぶやく。
一方、日本人の多くが、医師を含め、出世とお金を追及し始める昭和39年の時点で、医師の菊地は、無料診療に励む等で違った道を歩んでいる。そして、菊地は、その理由について、人が喜ぶ顔を見るのが楽しいからだ、と言う。

## キャスト

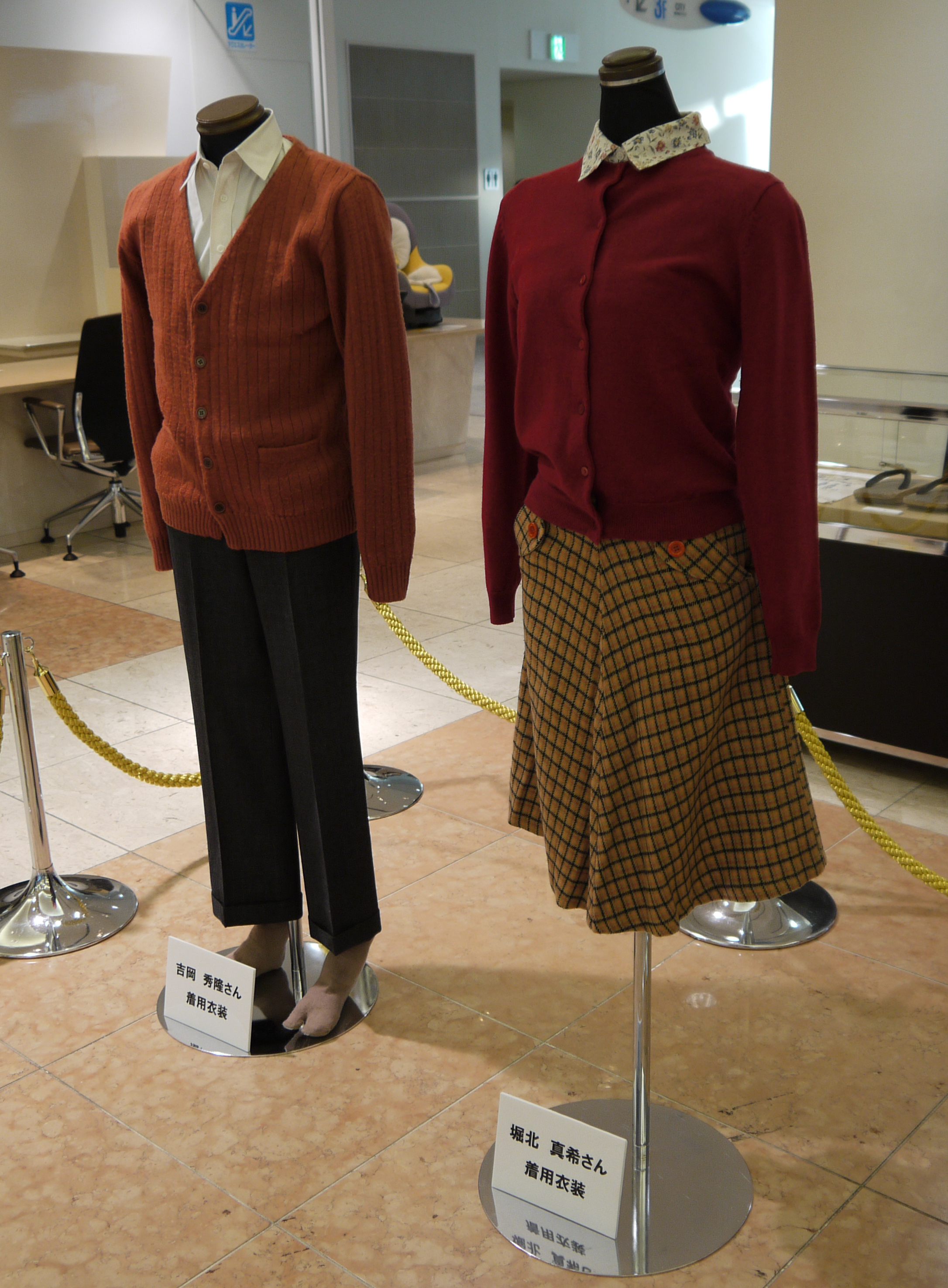
撮影で使用された衣装（トヨタ オートサロン アムラックス東京にて2011年12月13日から2012年1月15日まで展示）

茶川竜之介：吉岡秀隆
主人公。一流小説家を目指す東大卒の30代男性。前作にて芥川賞の最終選考まで残った（他、過去に初期選考を通ったのが一度ある）が、あと一歩のところで落選している。やむなく文芸雑誌ではなく児童向けの娯楽雑誌『冒険少年ブック』で看板作品「銀河少年ミノル」を掲載中だが収入はほとんどなく、さらには彗星のごとく現れた新人作家の緑沼の作品に人気を奪われ連載打ち切りのピンチを迎えている。副業は駄菓子屋だがこちらの収入ではまともな生活ができないため、今は身重である妻・ヒロミの居酒屋の収入で養ってもらっている、いわば「ヒモ」状態である。
茶川（旧姓：石崎）ヒロミ：小雪
竜之介の妻。茶川と紆余曲折ありながらもついに夫婦になり身重である。茶川の仕事を陰で支えているが、茶川の収入ではとても生活できないため駄菓子屋の店舗の一部を改装した居酒屋「やまふじ」を経営している。
古行淳之介：須賀健太
前作で実父とみられる実業家に連れ戻されそうになるも茶川の元に留まることを選んだ。直接の血の繋がりはないものの、茶川夫婦に実の息子のように可愛がられている。本作では高校一年生までに成長し、将来の安定した収入を得るために東大を目指し勉強に勤しんでいるが、夢であった小説家になることを忘れられないでいる。
鈴木則文：堤真一
茶川の家の向かいにある自動車修理店「鈴木オート」の社長。自分の仕事に誇りと情熱を持っていて、いつかは鈴木オートの世界進出をしたいという野望を持っている。従業員の六子とケンジは実子同然に可愛がっており、トモエとの夫婦仲も良い。相変わらず幸せな家庭だが、反抗期の一平が店を継がないことや六子の恋愛など悩み事もある。
鈴木トモエ：薬師丸ひろ子
則文の妻。働き者で、夫をいかなる面でも支える良き妻でもある。やんちゃな一平、住み込みで働く六子、新たに鈴木オートに入ったケンジに対して隔たりなく愛情をふりまき、温かく見守っている。
鈴木一平：小清水一揮
淳之介の親友。高校一年生。思春期に入って、両親に事あるごとに反抗する。鈴木オートを継ぐことを嫌がっている。若大将シリーズの加山雄三に憧れ、同級生とバンドを組んでいる。エレキギターをやっているが腕前は今一つ。
星野六子：堀北真希
鈴木オートに東北から住み込みで働く。鈴木家の娘同然に可愛がられている。修理の腕はめきめき上達し、彼女抜きでは成り立たないほどに成長している。ヒロミは良き相談相手になっている。本作ではひょんなことで知り合った菊池にほのかな恋心を抱いている。
大田キン：もたいまさこ
たばこ屋を経営している。おせっかいな性格からか六子と菊池の恋を応援するが、病院で菊池のとある噂を聞いてしまい騒動を起こしてしまう。
宅間史郎：三浦友和（特別出演）
宅間小児科医院を経営している。空襲で妻と娘を失って以来一人暮らしをしている。三丁目の住人からは頼りにされているが、相変わらず子どもたちからは「アクマ先生」と恐れられてる。菊池とは医師仲間で顔見知りらしい。
菊池孝太郎：森山未來
凡天堂病院の医師。父親は大病院の経営者と言う御曹司で、勤務態度はまじめだが白衣を脱げば流行に敏感な若者である。しかし勤めている病院内では、悪いうわさが流れている。
富岡裕一：大森南朋
茶川の連載担当部員。一番人気の新人作家の緑沼も担当している。漫画のみでの掲載を決めた編集部に対してなんとか茶川の連載存続のために奔走するが…。
茶川林太郎：米倉斉加年
竜之介の父親。明治生まれで頑固。20年前に小説家を目指す竜之介を勘当する。うまく自分の気持ちを表現できない不器用な性格でもある。
奈津子：高畑淳子
茶川家の分家の叔母。甲斐甲斐しく林太郎の世話をしている。

### その他
- ケンジ：染谷将太
- 三浦雄一郎：持丸加賀
- 中山武雄：浅利陽介
- 丸山精肉店：マギー
- 吉田自転車：温水洋一
- 電報局員：神戸浩
  - 郵便配達員から転職した。
- 中島巡査：飯田基祐
- 氷屋（水野）：ピエール瀧
- 電器屋：蛭子能収
- 産婆：正司照枝

## スタッフ
- 原作：西岸良平『三丁目の夕日』（小学館『ビッグコミックオリジナル』連載）
- 監督・VFX：山崎貴
- 脚本：古沢良太、山崎貴
- 編集：宮島竜治
- VFXディレクター：渋谷紀世子
- 音楽：佐藤直紀
- 主題歌：BUMP OF CHICKEN[6]「グッドラック」（トイズファクトリー）
- 製作：宮崎洋、加太孝明、亀井修、平井文宏、市川南、服部洋、弘中謙、阿部秀司、大橋善光、島村達雄
- エグゼクティブプロデューサー：阿部秀司、奥田誠治
- プロデューサー：安藤親広、高橋望、飯沼伸之
- アソシエイトプロデューサー：小出真佐樹、沢辺伸政
- ラインプロデューサー：竹内勝一
- Co.プロデューサー：守屋圭一郎、大村信
- 協力プロデューサー：山際新平
- 助監督：川村直紀
- 制作担当：阿部豪
- 企画：阿部秀司事務所
- 制作プロダクション：ROBOT
- 製作：「ALWAYS 三丁目の夕日'64」製作委員会（日本テレビ・ROBOT・小学館・バップ・東宝・電通・読売テレビ・阿部秀司事務所・読売新聞・白組 / STV・MMT・SDT・CTV・HTV・FBS）
- 配給：東宝

## 劇中に登場する当時の事物
- 東海道新幹線
- 1964年東京オリンピック
- 東洋の魔女（全日本女子バレーボールチーム） - 劇中でオリンピックの試合の映像が流れる。また、試写会の舞台挨拶に内田祐子、佐々木節子、田村洋子、丸山サタの4名が登場した。
- ひょっこりひょうたん島
- シェー
- ブルーインパルス
- マルサン商店 ゴジラのプラモデル - 一平の部屋に飾られている[7]。映像には映っていないが、同社のゴジラのブリキ玩具も置かれており、スチル写真で確認できる[7]。ただし、どちらも発売されたのは1964年11月であるため、実際には東京オリンピック以前には存在しなかった[7]。
- 『宇宙大怪獣ドゴラ』 - 1964年8月公開の怪獣映画。商店街の掲示板にポスターが貼られている[8]。

## ロケ地
- 東京都

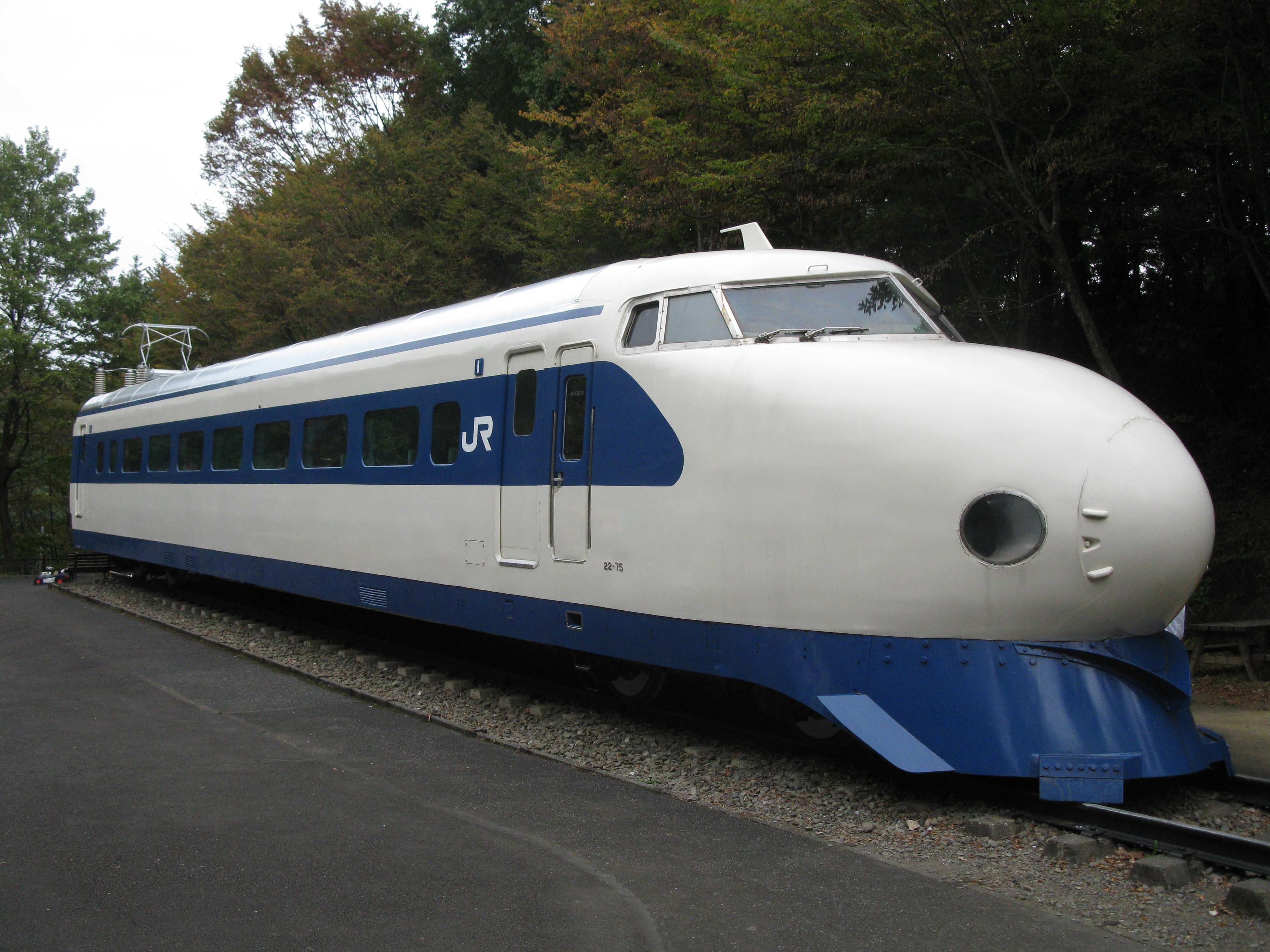
青梅鉄道公園
保存車両の新幹線0系電車 22-75号

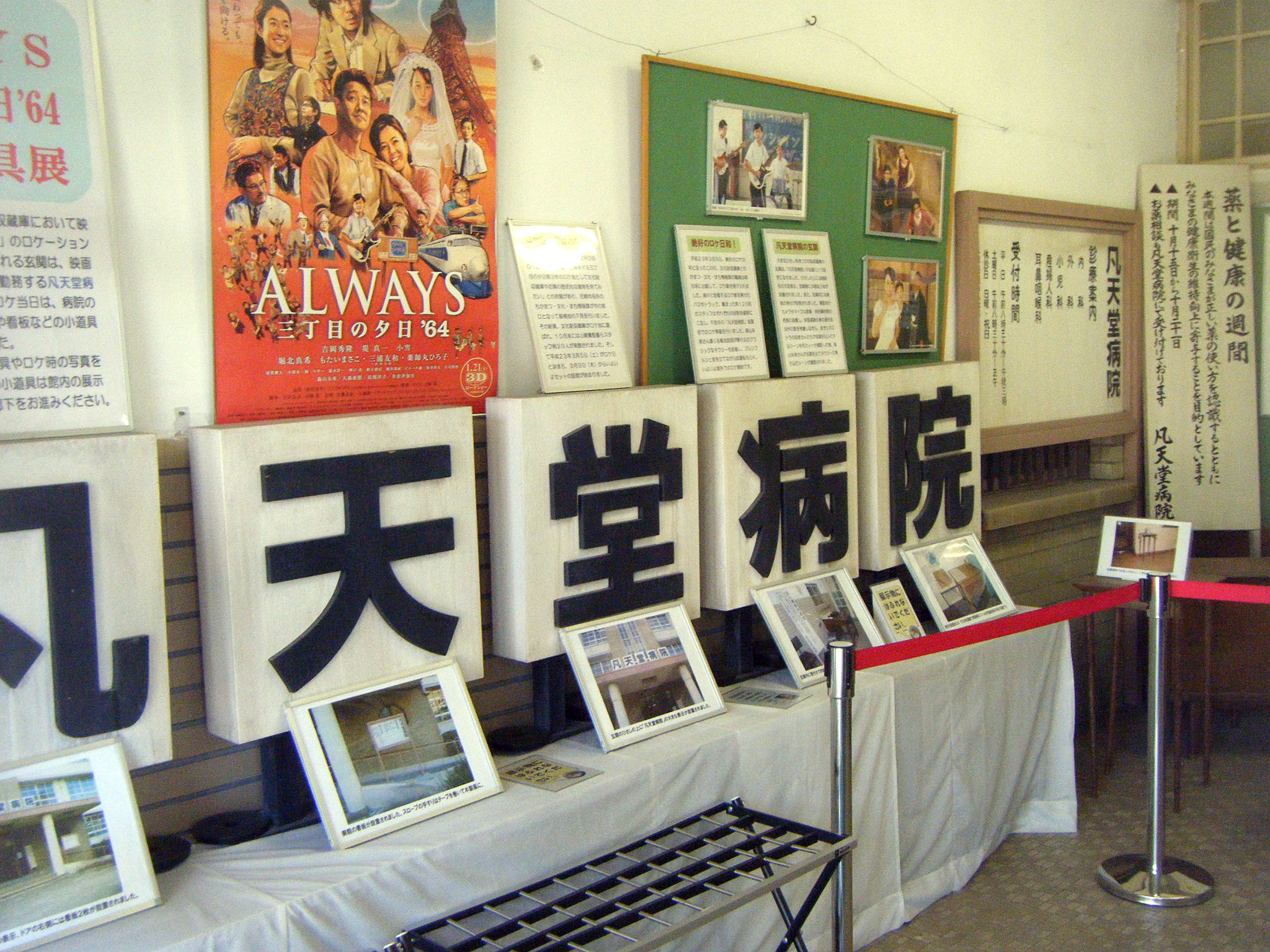
尼崎市立歴史博物館
玄関ホールに展示されているロケ小道具

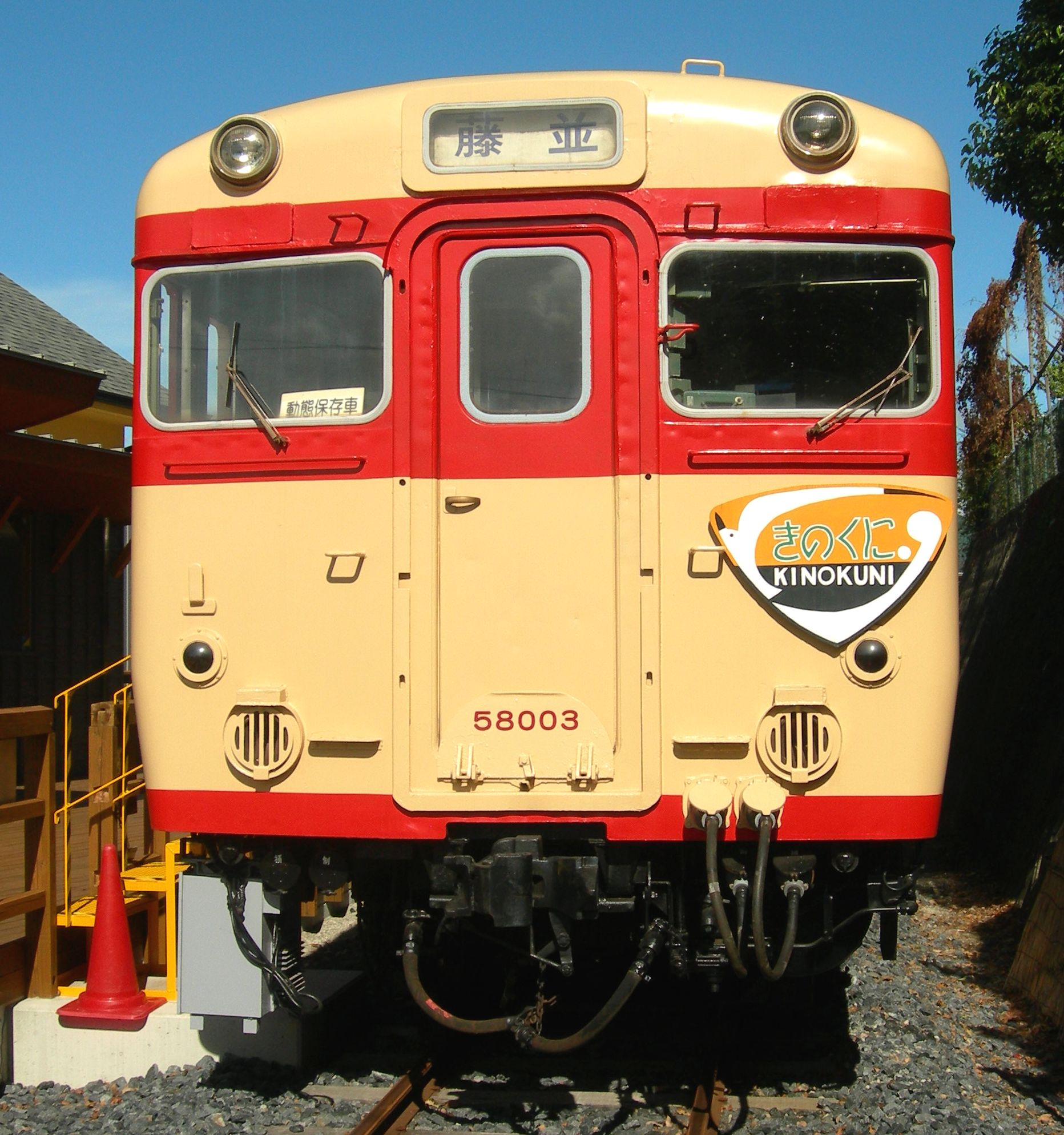
有田川町鉄道公園
保存車両のキハ58003

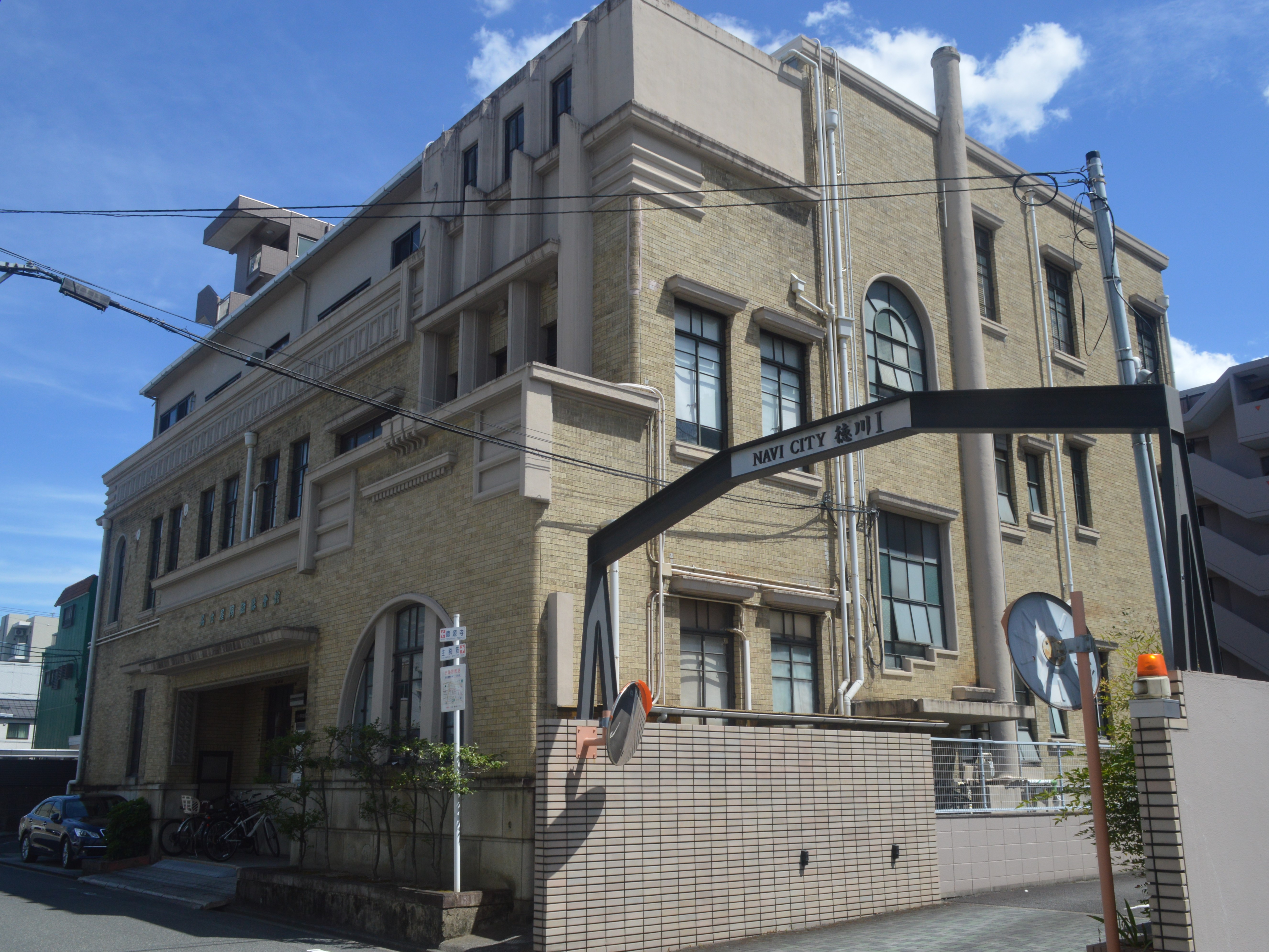
名古屋陶磁器会館

  - 青梅鉄道公園 - 保存車両である新幹線0系電車 22-75号の周囲にセットを組んで東京駅ホームの撮影が行われた。車両の3Dスキャンも行いCGでパーツの修復や後続車両・背景が追加された[9]。
- 兵庫県
  - 尼崎市 - 尼崎市立歴史博物館。1933年（昭和8年）に尼崎市立高等女学校の校舎として建てられた建物外観を、病院としてロケに使用。また建物内・ガイダンス室においてもバンド演奏シーンが撮影された[10]。
- 和歌山県
  - 有田川町鉄道公園 - 保存車両であるキハ58003を3Dスキャンした他、車内のシーンの撮影が行われた。
- 茨城県
  - 潮来市
  - 石岡市 - 喫茶マツ。六子と菊池がデートしたフルーツパーラーのロケに使用[11]。
- 岡山県
  - 岡山市 - 西大寺 五福通り。
- 京都府
  - 舞鶴市 - 成生地区。
- 愛知県
  - 名古屋市 - 名古屋陶磁器会館。出版社のロケに使用。
- 岐阜県
  - 羽島市 - 羽島市桑原町内にて映画を象徴する夕日のシーンを撮影[12]。
- 長野県
  - 伊那市高遠町東高遠 - 旧馬島家住宅。茶川の実家のロケに使用。
  - 伊那市西箕輪 - 西箕輪実景。中央線の車窓から見える実景が撮影された。

## 続編構想
本作以後、第四作を経て、第五作として1970年の大阪万博をテーマにした制作を構想しているが、2020年現在、第四作以降は制作されていない。

## ソフト化
発売元は小学館、販売元はバップ。
- 映画 ALWAYS 三丁目の夕日'64 ナビゲートDVD 帰ってきた、夕日町のひとびと（DVD1枚組、2011年12月21日発売）
  - 映画公開に先駆けて発売されたナビゲートDVD。
- ALWAYS 三丁目の夕日'64 ブルーレイ豪華版（3枚組、2012年7月20日発売）
  - ディスク1：本編Blu-ray
    - 本編：2D版本編を収録
    - 映像特典
      - 特報・劇場予告編・TVスポット集
      - キャスト・スタッフプロフィール

    - 音声特典
      - オーディオコメンタリー（監督：山崎貴インタビューバージョン）

  - ディスク2：本編Blu-ray 3D
    - 本編：3D版本編を収録

  - ディスク3：特典DVD
    - 「三丁目の夕日'64」の舞台裏
    - プロモーション映像
    - 未公開映像
    - 新・VFXの秘密
    - 3Dへの挑戦
    - 新・BEFORE AFTER
    - 「グッドラック」〜巣立ちゆく人へのエール〜
    - イベント映像

  - 封入特典
    - ブックレット「記録 ALWAYS 三丁目の夕日'64〜お帰りなさい、三丁目の町角へ〜」
    - 新・昭和玉手箱
      - 「ダイハツ ミゼット」ペーパークラフト
      - 懐かしの赤×青3D眼鏡
      - 立体写真4枚セット
      - 「冒険少年ブック」表紙シール集
      - 「ALWAYS 三丁目の夕日'64」ポスター原画レプリカ3D版

  - 特製アウターケース付きデジパック仕様
- ALWAYS 三丁目の夕日'64 DVD豪華版（2枚組、2012年7月20日発売）
  - ディスク1：本編DVD
    - 本編：2D版本編を収録
    - 映像特典：ブルーレイ豪華版・本編Blu-ray（2D版）と同様
    - 音声特典：ブルーレイ豪華版・本編Blu-ray（2D版）と同様

  - ディスク2：特典DVD（ブルーレイ豪華版・ディスク3と同様）
  - 封入特典：ブルーレイ豪華版と同様
  - 特製アウターケース付きデジパック仕様
- ALWAYS 三丁目の夕日'64 通常版（1枚組、ブルーレイとDVDでリリース、2012年7月20日発売）
  - 本編：2D版本編を収録
    - 映像特典：豪華版本編ディスク（2D版）と同様
    - 音声特典：豪華版本編ディスク（2D版）と同様
- ALWAYS 三丁目の夕日 / 続・三丁目の夕日 / 三丁目の夕日'64 三作品収納版（ブルーレイ3枚組、2012年7月20日発売）
  - ディスク1：「ALWAYS 三丁目の夕日」本編BD（単品版と同様）
  - ディスク2：「ALWAYS 続・三丁目の夕日」本編BD（単品版と同様）
  - ディスク3：「ALWAYS 三丁目の夕日'64」本編BD（通常版と同様）
  - 特製アウターケース付き3枚組ブルーレイケース仕様

## 受賞記録
- 第37回報知映画賞
  - 助演男優賞 - 森山未來（『ALWAYS 三丁目の夕日'64』『北のカナリアたち』）
- 第25回日刊スポーツ映画大賞・石原裕次郎賞
  - 助演男優賞 - 森山未來（『ALWAYS 三丁目の夕日'64』『北のカナリアたち』）
- 2013年度エランドール賞
  - 新人賞- 森山未來（『ALWAYS 三丁目の夕日'64』・『苦役列車』・『北のカナリアたち』ほか）
  - 新人賞- 染谷将太（『ALWAYS 三丁目の夕日'64』・『ヒミズ』・『悪の教典』ほか）
- VFX-JAPANアワード 2013
  - 劇場公開映画部門　優秀賞（渋谷紀世子、白組）[15]

## 備考
- 則文が激怒するシーンのスローモーション効果は、3Dでの高速度撮影が困難だったため、俳優の演技により表現している[9]。
- 2021年7月23日、東京オリンピックの開会式に向けて、航空自衛隊のブルーインパルスが東京都心上空に「五輪マーク」を描くパフォーマンスをしたが、これについて自民党の片山さつき参議院議員が「ブルーインパルス、素晴らしい！」と画像つきでTwitterに投稿したものの、その画像が『ALWAYS 三丁目の夕日'64』の劇中シーンの映像画像だったために困惑の声があがった[16]。

## テレビ放送
| 回数 | テレビ局   | 番組名（放送枠名） | 放送日         | 放送時間      | 放送分数 | 視聴率 | 備考                                                                     |
| ---- | ---------- | ------------------ | -------------- | ------------- | -------- | ------ | ------------------------------------------------------------------------ |
| 1    | 日本テレビ | 金曜ロードSHOW!    | 2013年2月15日  | 21:00 - 23:39 | 159分    | 13.8%  |                                                                          |
| ２   | 日本テレビ | 金曜ロードSHOW!    | 2015年5月1日   | 21:00 -22:54  | 114分    | 12.1%  |                                                                          |
| ３   | 日本テレビ | 金曜ロードSHOW!    | 2017年11月24日 | 21:00 -22:54  | 114分    | 9.1%   | 山崎貴監督の最新作『DESTINY 鎌倉ものがたり』の上映に合わせて放送された。 |

- 視聴率はビデオリサーチ調べ、関東地区・世帯・リアルタイム。